# Cristina Ali Farah
Cristina Ali Farah (Verona, 1973) és una escriptora italiana d'origen somali i italià. Nascuda a Itàlia de pare somali i de mare italiana, Farah va créixer a Mogadiscio, la capital de Somàlia. Va anar a una escola italiana fins a l'esclat de la Guerra Civil somali el 1991. Farah i la seva família es van establir a Pécs (Hongria), però més tard es van traslladar al seu lloc de naixement, Verona. Va obtenir un grau de lletres italianes de la Universitat La Sapienza de Roma, on resideix.
Des de 1999, Farah s'ha involucrat en l'educació intercultural amb projectes desenvolupats per estudiants, professors i dones immigrants que giren al voltant dels contes, la literatura postcolonial i temes d'immigració. En aquestes àrees, ha col·laborat amb diverses associacions i ONG italianes com Cies, Candelaria, Kel'lam, el Fòrum Intercultural de Càritas, i l'Associació Prezzemolo.
Farah també va contribuir als estudis lingüístics somalis en el departament de lingüística de la Universitat de Roma III amb la participació en la conferència Scritture migranti, que es va dur a terme entre novembre i desembre de 2004, al Capitoli de Roma. Va participar en el cinquè Seminari d'Escriptors Italians Migrants organitzat per Sagarana el juliol de 2005. El desembre de 2005, va presentar el seu treball a la Universitat de Brown durant la conferència Migrations and Literature in contemporary Italy, i a la Universitat de Colúmbia de la ciutat de Nova York durant el curs sobre contes italians presentat per Paolo Valesio, cap del departament italià. L'octubre del mateix any, va impartir una conferència sobre la diàspora somali en la trobada "Les últimes caravanes de la Banya d'Àfrica", a Milà.
Farah és la presidenta de l'agència de notícies Migra, i redactora del diari Caffè. També escriu per a altres diaris i revistes italianes com Repubblica, Malepeggio, l'Europeo, Carta, Magiordomus, Accattone i Liberazione. A Itàlia, les seves novel·les i poemes han estat publicats en diverses revistes com Nuovi Argomenti, Quaderni del 900, Pagine, Sagarana, El Ghibli, Caffè, Crocevia, i en les antologies Ai confini del verso: Poesia della migrazione in italiano i A New Map: The poetry of Migrant Writers in Italy, editat per Mia Lecomte.
El 2006, Farah va guanyar el concurs literari nacional Lingua Madre, promogut pel Centre d'Estudis i de Documentació Pensaments Femenins. També va ser reconeguda per la ciutat de Torí a la Fira Internacional del Llibre de Torí. El 2007 va publicar la seva primera novel·la, Madre piccola i el 2014, Il comandante del fiume.